# 鲁之裕
鲁之裕（1666年—1746年），字亮侪，清朝湖北麻城县人，原籍号尘花轩主人，书斋又号趣陶园、语石山房等。
康熙五年（1666年）出生。父亲鲁启昌任云南永顺镇总兵，把他送到平西王吴三桂处为人质，鲁之裕时年七岁，每日读书完毕，便与吴王帐下士卒学掷途赌跳之法，故有健步异能。后来在太湖县读书，学习书法骑射。康熙五十九年（1720年）举人，雍正五年（1728年）授内阁中书，出任河南南阳、确山等五县知县。河南总督田文镜以严厉闻名，一天，田文镜命他去摘中牟县李县令的印，并代理县令职务。鲁之裕发现中牟李知县官声甚好，百姓都不愿意让他调任。于是向布按二司请求免除自己的代理。田文镜大怒，但他以自己的公心感动了田文镜，田文镜把自己的珊瑚冠给鲁之裕戴。后任江西赣州府知府，户部贵州司员外郎，升湖北安襄郧道、署按察使。乾隆四年（1739年）任直隶清河道，拜见直隶总督孙嘉淦的时候，被袁枚遇见。后任直隶布政司参政、署布政使。任职期间多有政绩，革除旧习，精水利，浚京畿南部的河道七百余里。乾隆七年（1742年）鲁之裕告老，与家人到湖北江夏定居。乾隆十一年（1746年）卒，享年八十一岁。著作等身，主要著作有《趣陶园集》、《下荆南志》、《式馨堂诗文集》、《经史提纲》、《长芦盐法志》、《明诗钞》、《诗古文》、《书法彀》、《救荒一得》、《蜕窝集》等二百余卷。